# 2009 JX18
2009 JX18, também escrito como 2009 JX18, é um corpo celeste que é classificado como um centauro, numa classificação estendida de centauros. Ele possui uma magnitude absoluta de 9,8 e tem um diâmetro estimado de cerca de 48 km.

## Descoberta
2009 JX18 foi descoberto no dia 14 de maio de 2009.

## Órbita
A órbita de 2009 JX18 tem uma excentricidade de 0,463 e possui um semieixo maior de 37,582 UA. O seu periélio leva o mesmo a uma distância de 20,171 UA em relação ao Sol e seu afélio a 54,993 UA.